# Virtus Pallacanestro Bologna 1948-1949

## Roster
Virtus Bologna
- Giancarlo Marinelli (capitano)
- Gianfranco Bersani
- Dario Bertoncelli
- Sergio Ferriani
- Carlo Negroni
- Renzo Ranuzzi
- Luigi Rapini
- Rinaldo Rinaldi
- Paride Setti
- Venzo Vannini
- Dario Zucchi
- Dino Zucchi

## Staff Tecnico
- Allenatore:  Renzo Poluzzi

## Risultati
- Serie A: 1ª classificata su 12 squadre (18-4):  Campione d'Italia